# Божья тварь
«Божья тварь» — советский художественный фильм 1991 года режиссёра Галины Данелия-Юрковой по сценарию Сергея Дернова. Снят киностудией «Глобус» при участии Центральной киностудии детских и юношеских фильмов им. М. Горького. В широкий прокат картина вышла в июле 1992 года.

## Сюжет
Поздняя советская эпоха. Алексей Сычёв (Сергей Шакуров) работает художником-реставратором. У него есть девушка — Мария (Ирина Шмелёва), медсестра. Отправляясь на её день рождения, он заезжает за ней на работу в больницу и видит, что Мария с коллегой утихомиривают пациента-паренька. У входа в палату стоит модная девочка, которая сообщает ему, что это её брат. Позднее, когда Алексей усаживает Марию в свою машину, девочка напрашивается к ним — «подъехать в центр», а потом проникает в их квартиру через окно, ведя себя при этом довольно свободно и независимо.
В попытке отделаться от этой настырной девчонки по имени Шура (и прозвищу «Кэт»), Алексей решил поехать на работу, в реставрируемый монастырь, но Шура и тут оказывается настойчивой и напрашивается ехать вместе с ним. По дороге назад герой останавливается на обочине, чтобы купить пирожки. Возвращается и видит, что Кэт исчезла, и вместе с ней пропала старинная ценная икона, которую он взял из монастыря домой… Алексей разъярён, он отправляется на розыски иконы, хотя дома его ждёт на своём дне рождения его Мария.
Алексею придётся столкнуться с неформальной молодёжной тусовкой (рокеры, байкеры, металлисты) и попасть по вине Кэт во множество переплётов и неприятных ситуаций. А причиной всему девочка по имени Шурочка, воровка и «сорвиголова», которой не хватает любви и понимания.

## В ролях
- Сергей Шакуров — Алексей Сычёв
- Зоя Александриди — Кэт
- Сергей Челобанов — Иисус
- Леонид Ярмольник — хозяин квартиры
- Даниил Дунц — Ангел
- Ирина Шмелёва — Маша
- Аня Генисаретская — Натаха
- Владимир Тюкин — Самсон
- Юрий Звягинцев — Иисусик
- Григорий Багров — адвокат Хрякин
- Андрей «Дельфин» Лысиков — Брат Шурочки («Кэт») (эпизод в перевязочной)
- Олег «Олень» Башкатов — эпизод возле заброшенного дома
- Алькен «Алик» Камзин — медбрат в больнице Склифосовского
- Михаил Негин — эпизод

## Съёмочная группа
- Автор сценария: Сергей Дернов[1]
- Режиссёр: Галина Данелия-Юркова
- Продюсер: Михаил Литвак
- Оператор: Сергей Филиппов
- Художник: Николай Емельянов
- Композиторы: Аркадий Укупник, Сергей Челобанов
- Звукооператор: Леонид Вейтков
- Текст песен: Галина Данелия[3]

## Музыка из фильма
- Сергей Челобанов — «Блюз» (муз. А. Укупник; сл. Г. Юркова)[4]
- Сергей Челобанов и Анжелика Варум — «Вокализ» (муз. А. Укупник)

## Критика
В июле 1992 года кинокритик Виктория Белопольская в журнале «Столица» подчеркнула, что режиссёр фильма идёт в ногу с умонастроениями эпохи: не стесняется снимать наимоднейшего Сергея Челобанова в роли Господа Бога и Аллу Пугачёву в гуще молодёжной тусовки. Автор также добавил, что Пугачёва не явилась на пресс-конференцию к фильму.
В 1998 году кинокритик Сергей Кудрявцев, оценивая вторую режиссёрскую работу Галины Юрковой в книге «Своё кино», отметил, что картина «склонна к трагикомическому взгляду на мир» и её следовало бы назвать «Оторва и лох» согласно моде на сленговые заглавия.
В 2007 году кандидат филологических наук Александр Юрьевич Кожевников отметил в своей книге «Крылатые фразы и афоризмы отечественного кино» три фразы Кэт из фильма: «Бесплатное кино!», «Молочка от бешеного бычка не желаете?», «Я вот на „Бэмсе“ ездила. Летишь под 190, как фанера над Парижем!».